# Joe Kernan
Joseph Eugene Kernan (Chicago, 8 aprile 1946 – South Bend, 29 luglio 2020) è stato un politico e imprenditore statunitense, esponente del Partito Democratico, 48º governatore dell'Indiana dal 2003 al 2005. In precedenza fu vice governatore dell'Indiana dal 1997 al 2003 sotto Frank O'Bannon e diventò governatore dopo la morte di O'Bannon. Il 2 novembre 2004 perse le elezioni come governatore contro l'ex direttore dell'Office of Management and Budget Mitch Daniels. Kernan tornò a South Bend e si ritirò dalla politica.
Per quasi un anno fu prigioniero di guerra durante la guerra del Vietnam.

## Biografia
Joe Eugene Kernan III  nacque a Chicago, Illinois, l'8 aprile 1946. Era il maggiore di nove figli.
Il padre di Kernan, Joseph E. Kernan Jr. (1923-2008), era un aviatore navale durante la seconda guerra mondiale e fece poi carriera nel servizio governativo. Sua madre, Marian Powers Kernan (1922-1998), svolse una serie di lavori, tra cui un incarico presso C&P Telephone, dove si fece strada fino a diventare una rappresentante delle comunicazioni. In questo ruolo gestì l'account del Pentagono e ottenne il nulla osta di sicurezza. Il padre di Kernan fu il candidato democratico senza successo nel 1963 per il seggio del quarto distretto del South Bend Common Council, e nel 1964 si candidò, ancora senza successo, per il commissario della contea di St. Joseph.
La famiglia di Kernan si trasferì a South Bend quando lui aveva dieci anni. Kernan si diplomò alla St. Joseph High School di South Bend nel 1964. Nel 1968 si laureò in problemi amministrativi presso l'Università di Notre Dame. Kernan giocò nella squadra di baseball dell'università. Inizialmente era un interno per poi passare al ruolo di catcher.

## Prigioniero in Vietnam
Kernan si arruolò nella Marina degli Stati Uniti nel 1969, e prestò servizio come ufficiale di volo navale a bordo della portaerei USS Kitty Hawk, schierata nel sud est asiatico. Fece 26 missioni sul Laos e sul Vietnam del Nord dal febbraio 1972 fino a quando il suo aereo da combattimento biposto fu abbattuto dalle forze nemiche in Vietnam del Nord durante una missione di ricognizione. Kernan fu detenuto come prigioniero di guerra per 11 mesi.
Per una parte del suo tempo come prigioniero, Kernan fu imprigionato nella prigione di Hỏa Lò, tuttavia trascorse la maggior parte della sua pena in una prigione vicina soprannominata "Lo Zoo". Kernan fu rimpatriato il 27 marzo 1973 e continuò in servizio attivo con la Marina fino al dicembre 1974. Kernan ricevette la Distinguished Flying Cross, due Purple Hearts e la Navy Commendation Medal.

### Morte
Kernan morì nell'estate del 2020 all'età di 74 anni  per le complicazioni della malattia di Alzheimer.

## Vita privata
Kernan sposò Maggie McCullough nell'aprile del 1974. Nel 1976 si trasferirono nella parte nord di South Bend, nell'Indiana. Maggie si laureò alla Purdue University; era una dirigente della 1st Source Bank ed era attiva nel servizio alla comunità. La coppia non ebbe figli.